# 에스메 피서르
에스메 미셸 피서르(네덜란드어: Esmee Michelle Visser, 네덜란드어 발음: [ɛsˈmeː ˈvɪsər], 1996년 1월 26일~)는 네덜란드의 스피드스케이팅 선수이다. 2018년 동계 올림픽에서 여자 50000m 종목에서 금메달을 획득했다.